# Orlando Brown
Orlando Frankie Brown (Los Angeles, 4 dicembre 1987) è un attore, comico e rapper statunitense.

## Carriera
Ha recitato in alcune serie televisive trasmesse su Disney Channel tra cui That's So Raven dove interpreta Eddie Thomas, il miglior amico di un'adolescente che prevede il futuro.
Ne La famiglia Proud doppia il genio della tecnologia Sticky Webb, personaggio spalla della protagonista Penny. Doppia anche, nel cartone animato Fillmore!, il personaggio principale (Cornelius Fillmore).
Orlando ha anche interpretato nel film di Disney Channel Eddie e la gara di cucina Frankie, un amico del personaggio principale. Inoltre ha interpretato nella Serie Phil dal futuro Andy Baxley, un viaggiatore del tempo combinaguai.

### Controversie
Il 19 febbraio 2016 viene reso pubblico il suo arresto per violenze verso la sua ragazza.

## Filmografia

### Cinema
- Il maggiore Payne (Major Payne), regia di Nick Castle (1995)
- Effetti collaterali (Senseless), regia di Penelope Spheeris (1998)
- Max Keeble alla riscossa (Max Keeble's Big Move), regia di Tim Hill (2001)
- Suits on the Loose, regia di Rodney Henson (2005)
- We the Party, regia di Mario Van Peebles (2012)
- Christmas in Compton, regia di David Raynr (2012)
- American Bad Boy, regia di Obba Babatundé (2015)
- Straight Outta Compton, regia di F. Gary Gray (2015)
- Smoke Filled Lungs, regia di Asif Akbar e Jason Cabell (2016)
- Bloody Hands, regia di Jaden Hwang (2018)

### Televisione
- Family Values, regia di Gerry Cohen (1995)
- Coach – serie TV, episodi 7x23 (1995)
- Renegade - serie TV, episodio 3x4 (1995)
- In the House – serie TV, episodi 2x13 (1996)
- The Parent 'Hood – serie TV, episodi 2x16 (1996)
- Sister, Sister – serie TV, episodi 4x13 (1997)
- The Wayans Bros. – serie TV, episodi 3x21 (1997)
- Waynehead – serie TV, 13 episodi (1996-1997)
- A Walton Easter, regia di Bill Corcoran – film TV (1997)
- Jarod il camaleonte (The Pretender) – serie TV, episodi 2x1 (1997)
- 413 Hope St. – serie TV, episodi 1x10 (1998)
- 8 sotto un tetto (Family Matters) – serie TV, 21 episodi (1996-1998)
- The Jamie Foxx Show – serie TV, 4 episodi (1996-1998)
- Nash Bridges – serie TV, episodi 4x13 (1999)
- Due gemelle e una tata (Two of a Kind) – serie TV, 8 episodi (1998-1999)
- Malcolm & Eddie – serie TV, episodi 2x10-3x19 (1997-1999)
- Safe Harbor – serie TV, 10 episodi (1999)
- Moesha – serie TV, episodi 1x14-4x7-5x20 (1996-2000)
- Vittoria col cuore (Perfect Game), regia di Dan Guntzelman (2000)
- The '70s, regia di Peter Werner (2000)
- Lizzie McGuire – serie TV, episodi 1x14 (2001)
- Maniac Magee, regia di Bob Clark (2003)
- Eddie e la gara di cucina (Eddie's Million Dollar Cook-Off), regia di Paul Hoen - film TV (2003)
- One on One – serie TV, episodi 3x16 (2004)
- Phil of the Future – serie TV, episodi 2x13 (2005)
- Raven (That's So Raven) – serie TV, 100 episodi (2003-2007)
- The End. – serie TV, 4 episodi (2011)

### Canzoni
- "Supercali" (2006) Disney Mania 4
- "Will It Go Round in Circles" (2006) That's So Raven Too
- "Circle of Life" (2004) Disney Mania
- "A Dream is a Wish Your Heart Makes" (2005) Disney Mania 4
- "Peter Pan" (2009)

## Doppiatori italiani
Nelle versioni in italiano delle opere in cui ha recitato, Orlando Brown è stato doppiato da:
- Laura Latini ne Il maggiore Payne
- Daniele Raffaeli in Eddie e la gara di cucina
- Paolo Vivio in Raven